# South Park: Csatornák háborúja (2. rész)
A South Park: Csatornák háborúja (2. rész) (eredeti címén: South Park: The Streaming Wars Part 2) a South Park című amerikai animációs sorozat 319. része (a 25. évad 8. epizódja). Az egy óra hosszúságú epizód egy különkiadás, melyet 2022. július 13-án mutattak be a Paramount+ streamingszolgáltatón. Magyarul a SkyShowtime mutatta be 2024. október 7-én.

## Cselekmény
Miközben az aszály egyre elviselhetetlenebb South Parkban, Cartman bepereli a saját anyját, és az ügyben Stannek, Tolkiennek, Buttersnek és Kyle-nak is tanúskodnia kell. Habár a keresetet elutasítják, mindenki úgy gondolja, hogy a csatornaszolgáltatók miatt lett minden rosszabb. Ezalatt Randy egy parkban egy padon tér magához, rongyos öltözékben, és fogalma sincs, hogy került oda. Hamarosan megérkezik érte a rendőrség, előbb egy altatólövedékkel teszik ártalmatlanná, majd kórházba viszik. Ott az ágyhoz bilincselik, majd közlik vele, hogy "brutál Karen üzemmódba" kapcsolt. Tolkien ezalatt átkutatja Cussler házát, hogy találjon arra nézve valami nyomot, hogy hol van az apja. Cartman meglátja ezt, és amikor megtudja, mik történtek, azt a téves következtetést vonja le, hogy Tolkien lefeküdt az anyjával, ezért viselkedik olyan hidegen vele. Ezután Buttershez megy, hogy a segítségét kérje abban, hogy megtalálják, ki az, aki megöli a vetélytársakat a vízért folyó küzdelemben. Felkeresik Tolkient is, akinek megmutatják a bizonyítékaikat.
Denver város közgyűlésében felszólal Pipi, és előáll egy javaslattal a víziparkja vizeletének a városlakók részére történő szétosztásáról. Ehhez ráadásul megnyerte különféle hírességek (mint például Matt Damon, Gwyneth Paltrow, Larry David, Naomi Osaka és Reese Witherspoon) támogatását, akik a kriptovalutákat és az NFT-t is népszerűsítették. Ezalatt Randy elkeseredik, bűntudatos lesz, amiért a "szíváson és rinyáláson" kívül mással nem törődött az elmúlt években, ezért úgy dönt, bezárja a Böcsület Farmot, és visszamegy geológusnak, hogy megoldást találjon az aszályra. Miközben Pipi éppen a vizeletet készül átadni Denver városa számára, váratlanul megjelenik Randy, és vázolja a tervét a lakosság számára: egy sótalanító rendszert, amelynek segítségével a tengervíz is iható lesz. Denver inkább ezt választja, Pipi pedig dühöngeni kezd, és felbérli az embereit és a Medvedisznóembert, hogy szabaduljanak meg Randytől.
Cartman, Butters és Tolkien felkeresik Harris nyomozót és bemutatják a bizonyítékaikat: az okozta az aszályt, aki megölette a versenytársakat. Harris szerint azonban az illető nem más, mint Steve. Szerinte minderre ő bérelte fel a Medvedisznóembert, akit megzsarolt a párjával, Macimalaclánnyal, és a gyerekükkel, Chuck Chuckkal - ugyanis "ha kiderülne, hogy a klímaváltozásnak gyereke van, levadásznák". Még egy fényképet is mutat nekik Steve-ről a vízividámparkban. Ezt látván a fiúk odaindulnak és meg is találják a csúszdát, ahol a fénykép készült. Ezalatt Steve magához tér a csatornában: Macimalaclány és Chuck Chuck viselték gondját. Hazajut, épp akkor, amikor Harris a feleségének azt vázolja, hogy szerinte ő a tettes. Megkezdik a sótalanító berendezés építését South Parkban, és Randy ekkor jön rá, hogy fogalma sincs, hogy fogják a tengervizet feljuttatni a hegyre. Hamarosan megérkezik azonban a "klímaváltozás", és mindent lerombol. Steve elmegy a farmra és elmondja Randynek, hogy az egész mögött Pipi áll. Randyt meggyőzi a családja, hogy legyen újra Karen, és odaadják neki az utolsó adag füvet, hogy szívja el, mert csak így oldhatja meg a problémát.
A vízipark éppen zárva van egy reklámfilmforgatás miatt, de Randy, Karen-üzemmódban könnyűszerrel bejut, és a látogatók elé tárja Pipi disznóságait. A közben fogságba esett Cartmant, Butterst és Tolkient kiszabadítja Macimalaclány és Chuck Chuck, az apák pedig végre újra találkoznak fiaikkal. A feldühödött Medvedisznóember üldözőbe veszi és lefejezi Pipit. Közben Randy is rájön, Cartman mellimplantátumait bámulva, hogy a sótalanító berendezése úgy is működhet, ha az implantátumok sós vizét használják fel. A Medvedisznóember és családja visszatérnek a vadonba, miközben megszűnik a szárazság. Mikor felmerül kérdésként, hogy nem kéne megölni Chuck Chuck-ot, mielőtt olyanná válna, mint az apja, Stan azt mondja, hogy inkább meg kell érteniük, mik az igényei, és ezzel megakadályozhatnák. Randy az egészet azzal üti el, hogy felesleges most ezzel törődniük, hiszen van egész nyárra elegendő vizük, és inkább be kellene tépniük, amit mindenki helyeselve nyugtáz.

## Fordítás
- Ez a szócikk részben vagy egészben  a   South Park The Streaming Wars Part 2 című angol Wikipédia-szócikk ezen változatának fordításán alapul.  Az eredeti cikk szerkesztőit annak laptörténete sorolja fel. Ez a jelzés csupán a megfogalmazás eredetét és a szerzői jogokat jelzi, nem szolgál a cikkben szereplő információk forrásmegjelöléseként.